# Slalom Dame
Albums de Jeanne Balibar
Paramour
(2003)
Slalom Dame est le deuxième album de Jeanne Balibar, sorti le 7 novembre 2006, sur le label Naïve. Il est réalisé par David Husser et Paul Kendall.

## Liste des chansons
| No  | Titre              | Auteur                                                              | Durée |
| --- | ------------------ | ------------------------------------------------------------------- | ----- |
| 1.  | Rien               | Fred Poulet / Sarah Murcia                                          |       |
| 2.  | Cinéma             | Pierre Alferi / Rodolphe Burger                                     |       |
| 3.  | L'Irréparable      | Dominique A / Dominique A                                           |       |
| 4.  | Christiana         | Fred Poulet / Sarah Murcia                                          |       |
| 5.  | Ten                | Pierre Alferi / Rodolphe Burger                                     |       |
| 6.  | Deux fois          | Dominique A / Dominique A                                           |       |
| 7.  | Néologie           | Jeanne Balibar / Rodolphe Burger                                    |       |
| 8.  | Alice              | Jeanne Balibar et Fred Poulet / Lionel Plerres et Tanguy Detestable |       |
| 9.  | Sex and Vegetables | Fred Poulet / Sarah Murcia                                          |       |
| 10. | Houdini            | Fred Poulet / Sarah Murcia                                          |       |
| 11. | Wish U             | Jeanne Balibar / Sarah Murcia                                       |       |
| 12. | These Days         | Jeanne Balibar / Rodolphe Burger                                    |       |
| 13. | Panama             | Rough mix) (Fred Poulet / Sarah Murcia                              |       |

## Classements
| Chart  | Meilleur classement | Nombre de semaines dans le top | Certification |
| ------ | ------------------- | ------------------------------ | ------------- |
| France | 167                 | 2                              |               |